# 바그라트 3세

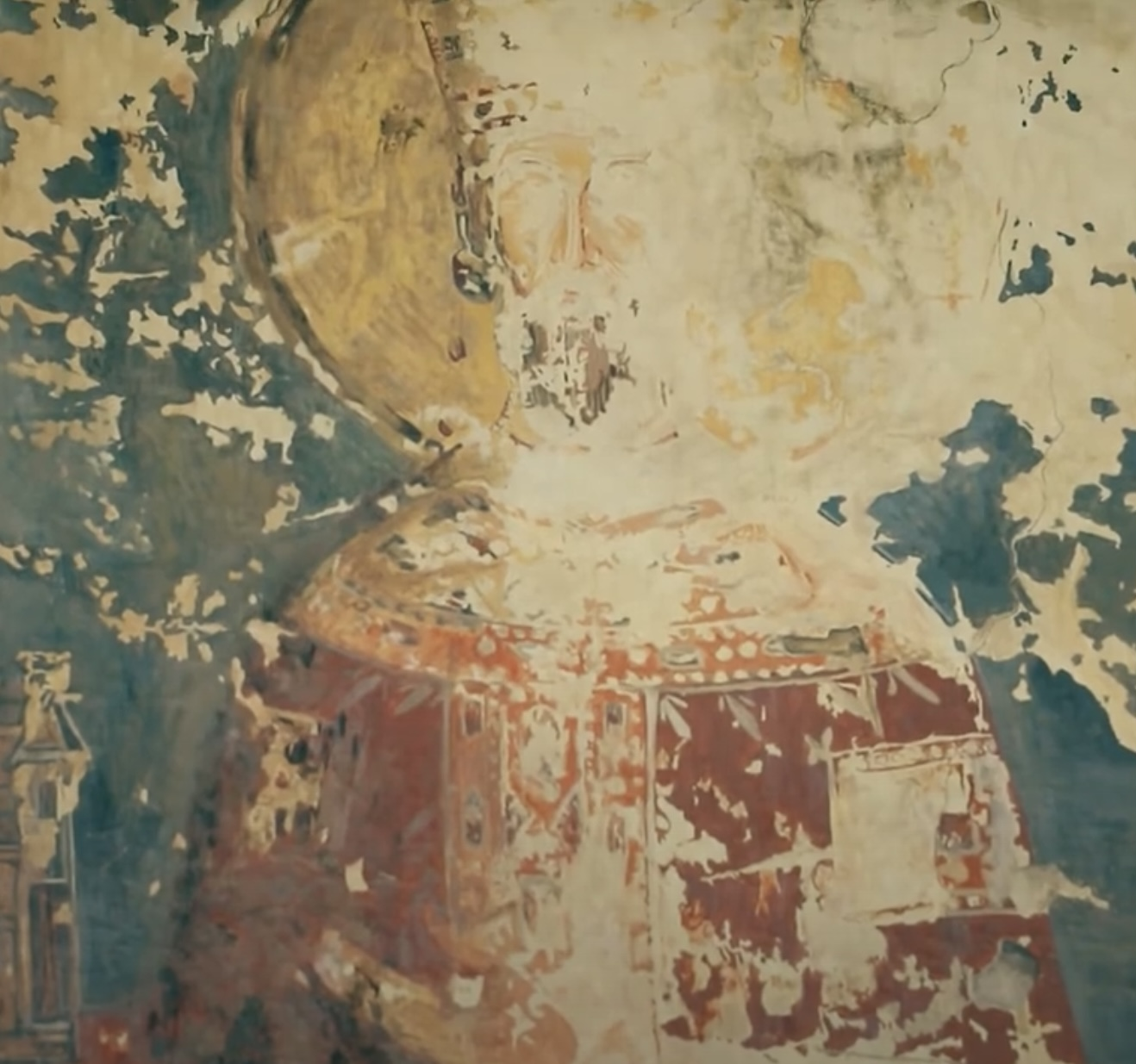
바그라트 3세

바그라트 3세(ბაგრატ III, 960년 ~ 1014년 5월 7일)는 바그라티오니가 조지아의 황제이다. 다비드 3세 쿠로팔라테스가 사망한 후 그의 후계자로 조지아 왕국을 건국하였다.

## 같이 보기
- 동로마-조지아 전쟁
- 조지아의 역사